# 湖南省新闻出版局
湖南省新闻出版局 是中华人民共和国湖南省主管新闻出版事业和管理著作权事务的机构，加挂湖南省版权局牌子。原为湖南省人民政府直属机构，现为中国共产党湖南省委员会宣传部内设机构。

## 内设机构
- 办公室（科技发展处）
- 政策法规处
- 科技与数字出版管理处
- 图书音像电子出版管理处
- 报刊管理处
- 出版物市场管理处（省“扫黄打非”工作小组办公室）
- 印刷复制管理处
- 版权管理处
- 人事教育处
- 纪检组（监察室）
- 机关党委
- 机关工会
- 老干部工作办公室[1]